# Tatiana Lisanti
Tatiana Lisanti (Torino, 17 ottobre 1978) è una giornalista e conduttrice televisiva italiana, conduttrice del TG3 nazionale delle ore 19 dal 2011.

## Biografia
Dopo aver conseguito la maturità classica, si laurea con 110 e Lode in Scienze della Comunicazione con una tesi, pubblicata, in sociologia politica. Intraprende l'attività giornalistica durante l'università presso quotidiani regionali e tv locali, diventando giornalista pubblicista nel 2000. Successivamente alla laurea, consegue un master di due anni in giornalismo, poi l'iscrizione nell'Albo dei Professionisti e l'approdo in Rai con contratti prima presso le sedi di Torino, Bari e Pescara e dal 2007 al TG3 nazionale dove è impegnata inizialmente con la conduzione, per tre anni, del GT Ragazzi, programma di informazione della terza rete Rai dedicato ai giovani, poi nelle redazioni di Linea Notte e Interni.
Esordisce come conduttrice del TG3 il 26 luglio 2010 nell'edizione delle 14:20 dove lei ha condotto fino a gennaio 2011. Da febbraio 2011 è conduttrice dell'edizione delle 19:00 alternandosi con altri colleghi. Saltuariamente sostituisce Maurizio Mannoni alla conduzione di TG3 Linea Notte.
Giornalista parlamentare, dal 2013 segue per conto del TG3 la Presidenza del Consiglio dei Ministri, raccontando l'attività del Presidente con servizi dall'Italia e dall'estero.
Allieva di Antonio A. Santucci, il massimo studioso e interprete dei testi gramsciani, è autrice di un libro dal titolo Le immagini della memoria, le parole della storia. Questioni di metodo e rivoluzione quantitativa delle fonti audiovisive.
Il 27 ottobre 2011 il Presidente della Repubblica Giorgio Napolitano le conferisce motu proprio, negli anni in cui lavorava all'informazione del Servizio Pubblico Rai per i più giovani, l'onorificenza di Cavaliere al merito della Repubblica italiana.

## Pubblicazioni
- Tatiana Lisanti, Le immagini della memoria, le parole della storia. Questioni di metodo e rivoluzione quantitativa delle fonti audiovisive, Milano, Teti Editore, 2006.